# 利昂·卡敏
利昂·猶大·卡敏（英語：Leon Judah Kamin，1927年12月29日—2017年12月22日）是一名美國心理學家，因其對學習理論的貢獻和對智商遺傳性估計的批判而知名。他曾在哈佛大學師從理查德·所羅門，並提出一些關於條件反射的重要觀點，包括「阻斷效應」。

## 早年生活和教育
卡敏出生於麻薩諸塞州湯頓的猶太家庭，父親是一名拉比。卡敏曾在哈佛大學主修心理學。在哈佛大學讀本科期間，他加入了共產黨，但到1950年退黨，成為哈佛研究生和教學研究員。在攻讀研究所期間，卡敏曾被詹納反共參議院委員會傳喚，但他拒絕透露曾是（或可能是）共產黨員的其他人的姓名，並援引《美國憲法第五修正案》賦予他的權利。結果，哈佛大學拒絕續簽他的獎學金。接下來，約瑟夫·麥卡錫的反共委員會來到波士頓，尋找共產黨員和前共產黨員。卡敏拒絕透露姓名，因此被判犯有藐視參議院罪。這導致他在美國的工作機會越來越少，必須到加拿大求職，先後在麥基爾大學、京士頓皇后大學和麥克馬斯特大學（1957-58年擔任該校心理學系主任）任職。1968年，他回到美國，先後擔任普林斯頓大學心理學系主任和東北大學心理學系主任。

## 職業生涯
卡敏對學習理論最著名的貢獻是他於1969年發現並分析了「阻斷效應」。 他發現，當一個條件刺激與另一個條件刺激同時出現時，動物將突出的條件刺激（如強光）與突出的非條件刺激（如電擊）聯繫起來的條件就會被「阻斷」。 (卡敏在大部分研究中使用的是大鼠，但在許多動物身上都發現了這種效應）。然而，2016年《實驗心理學雜誌：總論》上的一篇文章報告說，「儘管使用的程序與已發表研究中使用的程序高度相似或完全相同，但仍有15次未能觀察到阻斷效應。」
1972年3月，普林斯頓大學心理學系（卡敏當時擔任該系系主任）向理查德·赫恩斯坦（幾個月前，赫恩斯坦發表了一篇關於種族、性別、階級和智力的爭議性文章）發出邀請，引發了一場重大爭議和抗議威脅。赫恩斯坦取消訪問，他說：「如果他們在牆上掛標語牌，我就不用來了。」。卡敏為赫恩斯坦的邀請辯護，反對抗議，並組織一次會議來討論這場爭論。由此引發的爭論促使卡敏開始研究西里爾·伯特關於智力遺傳度的研究成果，而赫倫斯坦正引用這些成果來支持自己的觀點 。卡敏得出結論，伯特偽造了他的數據。他首先在1973年東部心理學協會會議上的一次受邀演講中透露自己的發現，1000名聽眾起立為他鼓掌。1974年，他在《智商的科學與政治》一書中發表了對伯特的研究成果。在這本書中，卡敏也回顧智力測驗的早期歷史，並指控一戰時期的心理學家對1924年《移民法》針對的非WASP移民有偏見。在卡敏和其他批評詹森和赫恩斯坦的人看來，1970年代的心理學又在支持反民主的社會政策，試圖扭轉民權運動和婦女運動的成果。
在先後擔任普林斯頓大學和東北大學系主任期間，卡敏的成就包括創建招募和支持有色人種研究生的課程。
卡敏與遺傳學家理查德·陆文顿和神經生物學家史蒂文·羅斯合著備受爭議的《Not in Our Genes》（1984年）一書 。該書批評了社會生物學和演化心理學，卡敏因推測智商的遺傳率可能為「零」而聞名於一些圈子。1983年，他被任命為古根海姆心理學研究員。
他是南非開普敦大學心理學榮譽教授。

## 備註
1. ↑  .   [2024-02-25]. （原始内容存档于2018-03-15）.
2. ↑  (Kamin, 2005)
3. ↑   Schrecker. E. (1986). No ivory tower : McCarthyism and the universities. Oxford University Press.
4. ↑  Maes, Elisa; Boddez, Yannick; Alfei, Joaquín Matías; Krypotos, Angelos-Miltiadis; D'Hooge, Rudi; De Houwer, Jan; Beckers, Tom. . Journal of Experimental Psychology. General. September 2016, 145 (9): e49–71  [2024-02-25]. ISSN 1939-2222. PMID 27428670. doi:10.1037/xge0000200. hdl:1854/LU-7241679 . （原始内容存档于2024-02-25）.
5. ↑  Herrnstein, Richard J. . Atlantic Monthly. 1971, 228 (3): 43–64.
6. ↑  Murphy, Sue. . Daily Princetonian. March 6, 1972, 96 (27)  [2024-02-25]. （原始内容存档于2024-02-25）.
7. ↑  . Daily Princetonian. March 7, 1972, 96 (28)  [2024-02-25]. （原始内容存档于2024-02-25）.
8. ↑  Tucker, William H. . McFarland. 2015: 214. ISBN 978-1476663012.
9. ↑  Koblitz, Neal. . Springer-Verlag. 2008: 67–70. ISBN 978-3540740773.
10. ↑   Gildemeister,  J. (1977, June). Recollections. Psychology for Social Action Newsletter, p. 4
11. ↑   Lewontin, R. C. and Scarr-Salapatek, S. (1976).  Science and politics: An explosive mix.  Contemporary Psychology, 21 (2), 97-99.
12. ↑   Harris, Ben [“Bill Hudson”] (1977, February 4).  Review of The Science and Politics of I.Q. by Leon Kamin.  International Socialist Review, pp. 11-12.
13. ↑   Harkins, S. G. (2018). Leon J Kamin (1927–2017). American Psychologist, 73, 941.
14. ↑  . John Simon Guggenheim Foundation.   [2018-07-23]. （原始内容存档于2022-08-10）.

## 外部連結
- Profile at Human Intelligence （页面存档备份，存于）
- Harkins, Stephen G. . American Psychologist. October 2018, 73 (7): 941. ISSN 1935-990X. PMID 30284897. S2CID 52913858. doi:10.1037/amp0000351 （英语）.